# Афганістан на літніх Олімпійських іграх 2016
Афганістан був представлений на літніх Олімпійських іграх 2016, командою з 3 спортсменів у двох видах спорту. Жодної медалі олімпійці Афганістану не завоювали.

## Легка атлетика
Афганістан отримав гарантовані місця від IAAF, завдяки чому зміг виставити на Олімпіаді двох легкоатлетів (по одному кожної статі).
Легенда
- Примітка – для трекових дисциплін місце вказане лише для забігу, в якому взяв участь спортсмен
- Q = пройшов у наступне коло напряму
- q = пройшов у наступне коло за добором (для трекових дисциплін - найшвидші часи серед тих, хто не пройшов напряму; для технічних дисциплін - увійшов до визначеної кількості фіналістів за місцем, якщо напряму пройшло менше спортсменів, ніж визначена кількість)
- NR = Національний рекорд
- N/A = Коло відсутнє у цій дисципліні
- Bye = спортсменові не потрібно змагатися у цьому колі

Трекові і шосейні дисципліни
| Спортсмен          | Дисципліна                   | Попередній забіг | Попередній забіг | Чвертьфінал      | Чвертьфінал      | Півфінал         | Півфінал         | Фінал            | Фінал            |
| Спортсмен          | Дисципліна                   | Час              | Місце            | Час              | Місце            | Час              | Місце            | Час              | Місце            |
| ------------------ | ---------------------------- | ---------------- | ---------------- | ---------------- | ---------------- | ---------------- | ---------------- | ---------------- | ---------------- |
| Абдул Вахаб Захірі | біг на 100 метрів (чоловіки) | 11.56            | 7                | Завершив виступ  | Завершив виступ  | Завершив виступ  | Завершив виступ  | Завершив виступ  | Завершив виступ  |
| Камія Юсуфі        | біг на 100 метрів (жінки)    | 14.02 NR         | 8                | Завершила виступ | Завершила виступ | Завершила виступ | Завершила виступ | Завершила виступ | Завершила виступ |

## Дзюдо
Афганістан отримав запрошення від Тристоронньої комісії на участь спортсмена цієї країни у змаганнях з дзюдо у напівважкій ваговій категорії (100 кг).
| Спортсмен             | Категорія            | Раунд 1/64                    | Раунд 1/32         | Раунд 1/16         | Чвертьфінал        | Півфінали          | Втішний поєдинок   | Фінал / BM         | Фінал / BM      |
| Спортсмен             | Категорія            | Суперник Результат            | Суперник Результат | Суперник Результат | Суперник Результат | Суперник Результат | Суперник Результат | Суперник Результат | Місце           |
| --------------------- | -------------------- | ----------------------------- | ------------------ | ------------------ | ------------------ | ------------------ | ------------------ | ------------------ | --------------- |
| Мохаммад Тауфік Бахші | до 100 кг (чоловіки) | Жорже Фонсека (POR) L 000–100 | Завершив виступ    | Завершив виступ    | Завершив виступ    | Завершив виступ    | Завершив виступ    | Завершив виступ    | Завершив виступ |